# Operación Acrônimo
Operación Acrónimo u Operação Acrônimo, en portugués, es una operación de la Policía Federal de Brasil que investiga un supuesto plan de lavado de dinero para campañas electorales. La operación fue destapada el 29 de mayo de 2015, en Goiás, Minas Generales, Río Grande del Sur y Distrito Federal.  La PF sospecha que 24 empresas fueron favorecidas en el plan criminal investigado en esta operación. Los investigadores listan empresas, asociaciones, compañías gráficas, automotrices, confederaciones, compañías aéreas y empresas de telecomunicaciones que recibieron, directa o indirectamente, recursos del Banco Nacional de Desarrollo Económico y Social (BNDES). De entre las empresas, están la OLI, de propiedad de Carolina Pimentel, y la Pepper Interativa, que trabajó en las campañas de Dilma Rousseff.
En 9 de marzo de 2016, el Superior Tribunal de Justicia (STJ) autorizó a la PF a investigar al gobernador de Minas Generales, Fernando Pimentel,  quien sería sobreseídoEn 15 de abril de 2016, Benedito Oliveira Neto, conocido por Bené, fue detenido por la PF. Bené ya había sido detenido en la misma operación en junio, pero posteriormente fue liberado.

## Primera fase
En 29 de mayo de 2015, cerca de cuatrocientos policías federales cumplieron noventa mandados de búsqueda y captura expedidos por la 10.ª Vara de la Justicia Federal de DF. También fue hecho el secuestro judicial, en Brasilia, de un avión particular, turboélice, evaluado en R$ 2 millones.

## Segunda fase
En 25 de junio de 2015, la PF inició la segunda fase de la Operación Acrônimo con diecinueve mandatos de búsqueda y captura en tres estados y en DF. De estos, diez mandatos fueron expedidos para la capital federal, seis para Bello Horizonte, y los otros tres para Uberlândia (MG), Río de Janeiro y São Paulo. Uno de los locales donde los agentes de la Policía Federal hicieron un registro fue una oficina en el barrio de Serra, en Bello Horizonte, que fue usado como oficina de campaña de Pimentel, en 2014.
El STJ autorizó la apertura de interrogatorio, solicitada por la PF, para filtrar la implicación del gobernador de Minas Generales, Fernando Pimentel, y de su esposa, Carolina de Oliveira, en los hechos investigados por la Operación Acrônimo.

## Tercera fase
En 1º de octubre de 2015, la PF inició la tercera fase de la operación, con el cumpliendo cuarenta mandatos de búsqueda y captura en Minas Generales, en São Paulo y en el Distrito Federal. Fueron investigadas las sedes de Odebrecht, Casino, Gol, CBF y Marfrig.

## Cuarta fase
En 16 de diciembre de 2015, la PF lanzó una nueva fase de la Operación Acrônimo, que filtró esquema de lavado de dinero por medio de sobreprecios y ejecución de contratos con el Gobierno Federal desde 2005. Hay sospecha de que los recursos desviados alimentaban campañas electorales, entre ellas la del gobernador Fernando Pimentel. La nueva fase de la operación tuvo lugar en São Paulo y en el Distrito Federal y fue secreta por determinación del ministro Herman Benjamin, del STJ.

## Quinta fase
En 5 de mayo de 2016, la PF lanzó una nueva fase de la operación, en que delegados y agentes federales cumplieron dos mandatos de búsqueda y captura en la sede de Odebrecht en Brasilia y en la residencia de un ejecutivo de una empresa de la ciudad. Además exigieron al Ministerio del Desarrollo, Industria y Comercio Exterior (MDIC) a presentar documentos y detuvieron a Pedro de Medereiros, primo del empresario Benedito Rodrigues de Olivo Neto, conocido como Bené.